# 長野県塩尻志学館高等学校
長野県塩尻志学館高等学校（ながのけん しおじりしがくかんこうとうがっこう）は長野県塩尻市にある公立の高等学校。

## 概要
1911年に創立された農学校を前身としている。校名は孔子の論語にある『吾十有五而志于学』（吾十有五ニシテ学ニ志ス）に基づく。2000年（平成12年）に長野県初の総合学科を設置した。
塩尻の特産であるブドウを原料としたワインを1943年（昭和18年）より醸造、「KIKYOワイン」のブランドで知られている。
授業は前期（4月 - 9月）と後期（10月 - 3月）の2学期制を採用し、1回あたり50分の6時限制。校歌は作詞：折口信夫、作曲：平井康三郎。文化祭は「桔梗祭」と称し、その名称は桔梗ヶ原に由来する。

## 設置学科
- 総合学科
  - 人文社会系列
  - 自然科学系列
  - 芸術・スポーツ系列
  - 生活福祉系列
  - 国際文化系列
  - 環境科学系列
  - 食品科学系列
  - 情報ビジネス系列

## 教育目標
現代社会における情報化・国際化の進展や産業技術の発展をふまえ、生涯にわたる人間形成の基礎を培うため、多くの科目を開設して生徒の個性を伸長させるとともに、将来の職業選択を視野に入れた進路への自覚を深めさせ、社会の変化に主体的に対応できる心身ともに健康な人材を育成する。

## 沿革
- 1910年 - 東筑摩郡立南部乙種農学校設置認可。
- 1911年 - 東筑摩郡立南部乙種農学校開校。
- 1914年 - 東筑摩郡立農学校と改称。
- 1922年 - 甲種県立となり長野県東筑摩農学校に改称。
- 1928年 - 長野県塩尻実科高等女学校開校。
- 1938年 - 長野県塩尻高等女学校と改称。
- 1948年 - 学制改革により東筑摩農学校が長野県東筑摩農業高等学校、塩尻高等女学校が長野県塩尻高等学校となる。
- 1949年 - 両校の統合により長野県桔梗ヶ原高等学校となる。
- 1965年 - 長野県塩尻高等学校と改称。
- 1994年 - 農業科、園芸科を廃止し、園芸経済科を設置。
- 2000年 - 長野県塩尻志学館高等学校と改称し、総合学科を設置。それに伴い普通科、園芸経済科、食品加工科、家政科の募集停止。

## 出身者
- 下平正一 - 元衆議院議員、元日本社会党中央執行副委員長
- 岩垂寿喜男 - 元衆議院議員、元国務大臣環境庁長官
- 中川宏昌 - 衆議院議員
- 三沢光広 - 元長野県議会議員、元塩尻市長
- 有賀誠門 - 東京藝術大学名誉教授
- 降幡愛 - 声優
- 関口あきら - 俳優

## アクセス
- JR塩尻駅